# Gyryfikacja
Gyryfikacja – proces zachodzący podczas rozwoju mózgowia, rozpoczynający się w 4 miesiącu życia płodowego, polegający na kształtowaniu się bruzd i zakrętów kory mózgowej. Proces ten kończy się dopiero w życiu poporodowym.